# Cosmo's Factory
| Recensione     | Giudizio       |
| -------------- | -------------- |
| OndaRock       | Pietra Miliare |
| Allmusic       |                |
| Piero Scaruffi |                |

Cosmo's Factory è il quinto album in studio dei Creedence Clearwater Revival, pubblicato il 16 luglio 1970 dalla Fantasy Records. È l'album di maggiore successo per il gruppo, che mantiene per nove settimane la posizione numero 1 della Billboard Pop Albums Chart Billboard 200, ricevendo quattro dischi di platino negli Stati Uniti.

## Il disco
Il nome dell'album deriva dal magazzino a Berkeley dove la banda provava. John Fogerty era solito provare tutti i giorni, tant'è che il batterista Doug "Cosmo" Clifford iniziò a riferirsi al locale come "la fabbrica".
Il brano Run Through the Jungle è un'asperrima critica alla guerra nel Vietnam, e uscì come singolo, ottenendo un certo successo.
La cover di I Heard It Through the Grapevine è la canzone più lunga in assoluto incisa dal gruppo americano. Uscì come singolo solo nel 1976, per anticipare la raccolta Chronicle, Vol. 1
Nel 2003 l'album è stato inserito nella posizione 262 della lista dei 500 migliori album secondo Rolling Stone.

## Tracce

### Lato uno
1. Ramble Tamble – 7:10 - (J. Fogerty)
  - Registrata nel giugno 1970
2. Before You Accuse Me – 3:27 - (Bo Diddley)
  - Registrata nel giugno 1970
3. Travelin' Band – 2:07 - (J. Fogerty)
  - Registrata nel tardo 1969
4. Ooby Dooby – 2:07 - (Wade Moore, Dick Penner)
  - Registrata nel giugno 1970
5. Lookin' Out My Back Door – 2:35 - (J. Fogerty)
  - Registrata nel giugno 1970
6. Run Through the Jungle – 3:10 - (J. Fogerty)
  - Registrata nel marzo 1970

### Lato due
1. Up Around the Bend – 2:42 - (J. Fogerty)
  - Registrata nel marzo 1970
2. My Baby Left Me – 2:19 - (Arthur Crudup)
  - Registrata nel giugno 1970
3. Who'll Stop the Rain – 2:29 - (J. Fogerty)
  - Registrata nel tardo 1969
4. I Heard It Through the Grapevine – 11:07 - (Norman Whitfield, Barrett Strong)
  - Registrata nel giugno 1970
5. Long as I Can See the Light – 3:33 - (J. Fogerty)
  - Registrata nel giugno 1970

## Formazione
- John Fogerty - voce, chitarra, pianoforte, sax
- Tom Fogerty - chitarra ritmica
- Doug Clifford - batteria
- Stu Cook - basso

## Produzione
- John Fogerty - produttore
- Tamaki Beck - mastering supervisor
- Kevin Gray, Steve Hoffman, Shigeo Miyamoto - mastering
- John Fogerty - arrangiatore
- Robert Christgau - liner notes
- Bob Fogerty - foto in copertina e design

## Classifiche

### Classifiche settimanali
| Classifica (1970) | Posizione massima |
| ----------------- | ----------------- |
| Australia         | 1                 |
| Canada            | 1                 |
| Francia           | 1                 |
| Germania          | 4                 |
| Italia            | 2                 |
| Norvegia          | 1                 |
| Paesi Bassi       | 2                 |
| Regno Unito       | 1                 |
| Spagna            | 4                 |
| Stati Uniti       | 1                 |

### Classifiche di fine anno
| Classifica (1970) | Posizione |
| ----------------- | --------- |
| Australia         | 5         |
| Italia            | 16        |
| Regno Unito       | 16        |
| Stati Uniti       | 30        |